# Изяслав Василькович
Изяслав Василькович ( — до 1185) — князь городецкий, сын Василька Святославича, упоминаемый в «Слове о полку Игореве» как погибший в борьбе с литовцами, не поддержанный братьями Брячиславом и Всеволодом.

…и Двина болотом течёт у тех грозных полочан под кликами поганых. Один только Изяслав, сын Васильков, прозвенел своими острыми мечами о шлемы литовские, поддержал славу деда своего Всеслава, а сам под червлёными щитами на кровавой траве литовскими мечами изрублен... И сказал: "Дружину твою, князь, птицы крыльями приодели, а звери кровь полизали". Не было тут ни брата Брячислава, ни другого - Всеволода, так он один и изронил жемчужную душу из храброго своего тела через золотое ожерелие. Приуныли голоса, сникло веселье. Трубы трубят городенские.